# Municipio de Danforth (Minnesota)
El municipio de Danforth (en inglés: Danforth Township) es un municipio ubicado en el condado de Pine en el estado estadounidense de Minnesota. En el año 2010 tenía una población de 78 habitantes y una densidad poblacional de 0,83 personas por km².

## Geografía
El municipio de Danforth se encuentra ubicado en las coordenadas 46°6′16″N 92°35′56″O / 46.10444, -92.59889. Según la Oficina del Censo de los Estados Unidos, el municipio tiene una superficie total de 93.99 km², de la cual 93,91 km² corresponden a tierra firme y (0,08 %) 0,08 km² es agua.

## Demografía
Según el censo de 2010, había 78 personas residiendo en el municipio de Danforth. La densidad de población era de 0,83 hab./km². De los 78 habitantes, el municipio de Danforth estaba compuesto por el 88,46 % blancos, el 1,28 % eran afroamericanos, el 1,28 % eran amerindios, el 2,56 % eran asiáticos, el 1,28 % eran de otras razas y el 5,13 % eran de una mezcla de razas. Del total de la población el 6,41 % eran hispanos o latinos de cualquier raza.